# Strażnica Straży Granicznej w Zbereżu
Strażnica Straży Granicznej w Zbereżu – zlikwidowana graniczna jednostka organizacyjna Straży Granicznej realizująca zadania bezpośrednio w ochronie granicy państwowej z Ukrainą.

## Formowanie i zmiany organizacyjne
Strażnica Straży Granicznej w Zbereżu (Strażnica SG w Zbereżu) została utworzona 27 listopada 1992 roku w miejscowości Zbereże, na mocy zarządzenia komendanta głównego Straży Granicznej w strukturach Nadbużańskiego Oddziału Straży Granicznej w Chełmie. Uroczystego otwarcia strażnicy dokonał Komendant Nadbużańskiego Oddziału Straży Granicznej płk dypl. SG Józef Biedroń.
Służbę w strażnicy SG rozpoczęło 10 funkcjonariuszy służby stałej i przygotowawczej oraz 14 funkcjonariuszy służby kandydackiej. 
W 2002 roku, strażnica miała status strażnicy SG I kategorii.
Jako Strażnica Straży Granicznej w Zbereżu funkcjonowała do 23 sierpnia 2005 roku i 24 sierpnia 2005 roku, Ustawą z 22 kwietnia 2005 roku O zmianie ustawy o Straży Granicznej..., została przekształcona na Placówkę Straży Granicznej w Zbereżu (PSG w Zbereżu) w strukturach Nadbużańskiego Oddziału Straży Granicznej.

## Ochrona granicy
Strażnicy powierzono ochronę odcinka granicy państwowej od znaku granicznego nr 1050 do znaku granicznego nr 1106. Ochraniała wyłącznie odcinek granicy rzecznej z Ukrainą przebiegającą środkiem koryta rzeki granicznej Bug.

## Wydarzenia
- 2004 – 4 czerwca około godziny 21 w Strażnicy SG w Zbereżu w trakcie przekazywania obowiązków oficera dyżurnego strażnicy padły dwa strzały. Jeden z pocisków ugodził w lewą stronę klatki piersiowej funkcjonariusza, który zdawał służbę. Postrzelony, 32-letni starszy chorąży z 10-letnim stażem w Straży Granicznej, zmarł przed przybyciem pogotowia. Funkcjonariusz, z którego ręki padł strzał, to 41-letni chorąży z 7-letnim stażem służbowym. Oba pociski zostały wystrzelone z pistoletu służbowego funkcjonariusza przyjmującego obowiązki. Drugi pocisk trafił w ścianę[6].

## Strażnice sąsiednie
- Strażnica SG we Włodawie ⇔ Strażnica SG w Dorohusku – 27.11.1992[1]
- Strażnica SG we Włodawie ⇔ Strażnica SG w Woli Uhruskiej – 11.12.2003[7].

## Komendanci strażnicy
- mjr SG Wiesław Pawlik (27.11.1992[2]–był 24.07.2003[8])
- mjr SG Artur Rapa (po 24.07.2003)[2].